# Maraland Democratic Front
Maraland Democratic Front är ett regionalt politiskt parti i den indiska delstaten Mizoram. Partiet är aktivt bland Marafolket i de sydöstra delarna av delstaten. Partiet styr tillsammans med Mizo National Front den autonoma institutionen Maraland Autonomous District Council (ett av tre autonoma distrikt i Mizoram). MADC leds av en Chief Executive Minister, Puhpa S. Pailei som är MDF:s grundare.
I delstatsvalet i Mizoram 2003 hade partiet lanserat kandidater i två valkretsar (av totalt 40 i delstaten). Tillsammans fick de 8146 röster. Partiets ordförande P.P. Thawlla lyckades bli vald från valkretsen Tuipang. P.P. Thawlla ingår i den MNF-ledda regeringen i Mizoram som minister för skatter och jord & vattenkonservation.